# McNeil Hendriks
Pour les articles homonymes, voir Hendriks.
Pas d'image ? Cliquez ici

a Compétitions nationales et continentales officielles uniquement.

b Matchs officiels uniquement.
McNeil Hendricks, né le 10 juillet 1973 à Malmesbury et connu sous le surnom de "Maccie", est un joueur de rugby à XV sud-africain qui a joué principalement comme ailier. Il est international sud-africain à deux reprises en 1998, inscrivant un essai.
Il a tenu le rôle du joueur de rugby sud-africain Chester Williams dans le film Invictus.